# صوفيا ألفيس
صوفيا ألفيس (بالبرتغالية: Sofia Alves‏) هي ممثلة برتغالية، ولدت في 25 سبتمبر 1973 في أنغولا.

## وصلات خارجية
- صوفيا ألفيس على موقع IMDb (الإنجليزية)
- صوفيا ألفيس على موقع قاعدة بيانات الفيلم (الإنجليزية)